# Warwick Tucker
Warwick Tucker (* 1970 in Sydney) ist ein schwedisch-australischer Mathematiker.

## Leben
Tucker promovierte 1998 an der Universität Uppsala (The Lorenz Attractor exists). Danach war er als Post-Doc am IMPA in Rio de Janeiro und war ab 2000 Assistant Professor an der Cornell University.  Ab 2002 war er wieder in Uppsala, wo er 2004 Dozent und 2011 Professor wurde. 2007 wurde er in Bergen Leiter einer Gruppe für computergestützte Beweise in der Analysis (Computer-aided Proofs in Analysis, CAPA).
Tucker gelang es 2002, ein wichtiges offenes Problem (von Stephen Smale auf seine Liste der Smale-Probleme gesetzt) der Theorie dynamischer Systeme zu lösen: die Existenz des Lorenz-Attraktors für die von Edward Lorenz angegebenen Parameterwerte. Der Beweis verwendet Intervallarithmetik und beruht auf massivem Computer-Einsatz.
2001 erhielt er den Wallenberg Preis der Schwedischen Mathematischen Gesellschaft und 2004 den EMS-Preis (Preisvortrag: Validated Numerics for Pedestrians).